# برنارد فيشر (أستاذ جامعي)
برنارد فيشر (بالإنجليزية: Bernard Fisher)‏ هو أستاذ جامعي أمريكي، (ولد في بيتسبرغ في الولايات المتحدة 1918 – 2019 م).